# Primera Misión de Verificación de las Naciones Unidas en Angola
La Primera Misión de Verificación de las Naciones Unidas en Angola (conocida por sus siglas en inglés como UNAVEM I) fue una misión de paz desplegada en el país africano entre enero de 1989 y junio de 1991, en el transcurso de la guerra civil angoleña. Fue establecida por la Resolución 626 del Consejo de Seguridad de las Naciones Unidas.
Durante la guerra civil, la Unión Soviética y Cuba respaldaron al Movimiento Popular de Liberación de Angola (MLPA), mientras que Sudáfrica y los Estados Unidos apoyaron a la rival Unión Nacional para la Independencia Total de Angola (UNITA).
La misión principal de la UNAVEM I fue verificar la retirada de los 50.000 soldados cubanos en el país africano antes del 1 de julio de 1991. La misión fue un éxito.
Tras la primera misión, las Naciones Unidas crearon en 1991 la Segunda Misión de Verificación de las Naciones Unidas en Angola (UNAVEM II).
La UNAVEM I estuvo integrada por un máximo de 70 observadores militares aportados por diez países diferentes: Argelia, Argentina, Brasil, Congo, Checoslovaquia, España, India, Jordania, Noruega y Yugoslavia; y apoyados por un equipo civil de 44 personas, nacionales e intencionales. Fue la primera misión de paz a la que España contribuyó desplegando observadores militares.